# Gregorio Vásquez de Arce y Ceballos

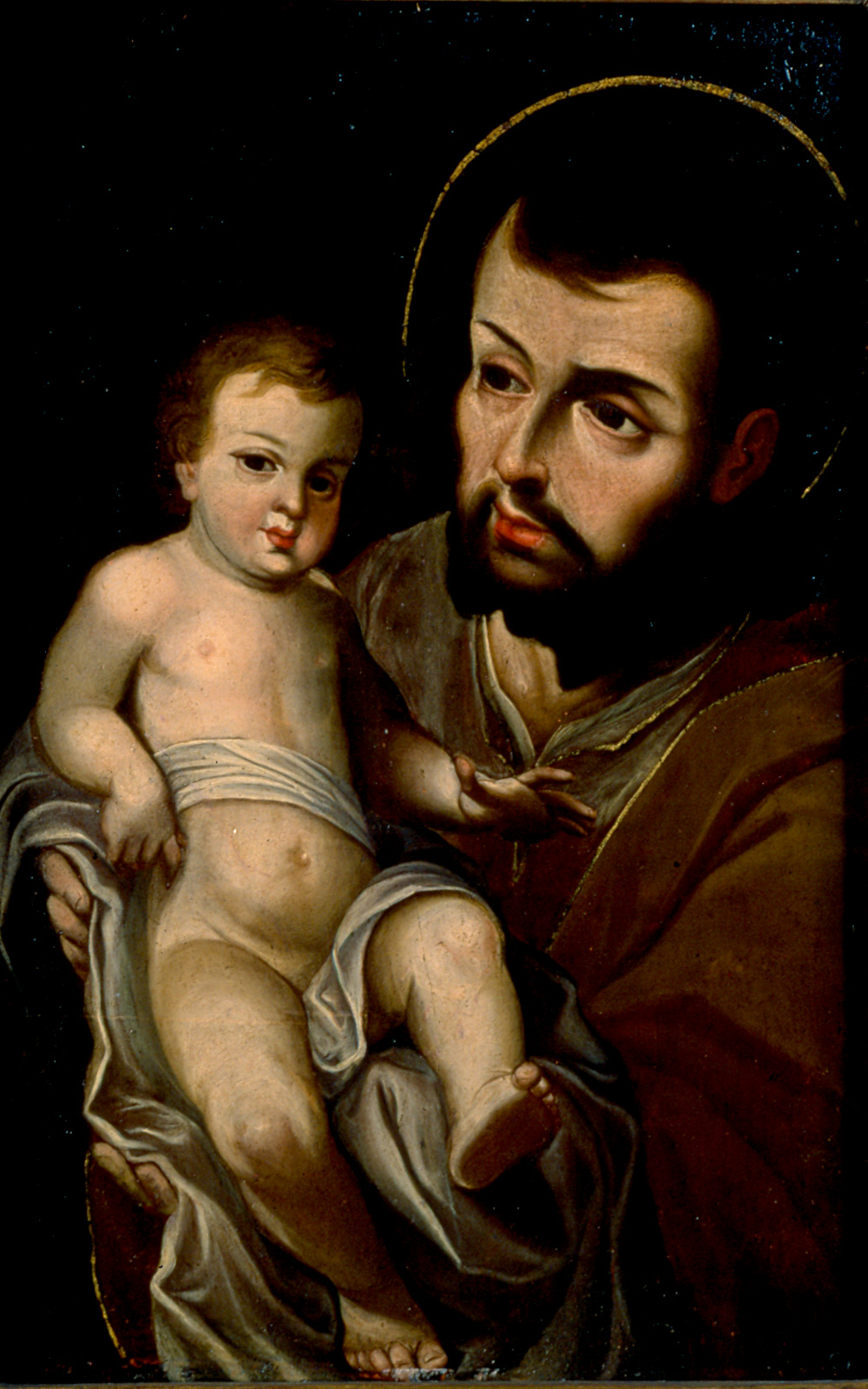
San Jose con el niño, uma pintura de Gregorio Vásquez de Arce y Ceballos

Gregorio Vásquez de Arce y Ceballos (Santa Fé de Bogotá, 9 de maio de 1638 — Santa Fé de Bogotá, 6 de agosto de 1711) foi um pintor colombiano descendente de família espanhola (Sevilla).
Influenciado pela vibrante cultura artista da época, ele foi considerado por muitos colombianos o mais importante pintor da era colonial da Espanha na Colômbia. Suas principais obras são religiosas com temas que incluem a vida de Cristo, a virgem, os santos e cenas do novo testamento.